# Seven Waters
Seven Waters är en permanent videoinstallation av Gunilla Leander på Storsjöbadet i Östersund.
Seven Waters, som invigdes i september 2008, är en videoinstallation med två projektorer, vilka visar en berättelse i två parallella filmer på skärmar i badhallen i Storsjöbadet. Det har bekostats av Östersunds kommun och Statens konstråd.
Gunilla Leander har inspirerats av en samisk berättelse om en pojke som samlar in vatten från sju olika sjöar och vattendrag för att få det goda att inträffa. I Seven Waters är det en pojke, spelad av den då nioårige Jesper Munkeby, som är besviken över sin mamma för att hon har rest bort för att vara borta under lång tid. Han strövar längs stranden på en sjö, och i handen har han en apelsin som han tappar och som försvinner i sjön. 
En äldre vis man uppenbarar sig bredvid honom och uppmanar honom att upprepade gånger flytta en sten från ett vatten till ett annat, vilket den sjunde gången ska leda till att hans högsta önskan - att få tillbaka sin mamma - uppfylls.
Pojken följer hans råd, och filmen skildrar hans ömsom poetiska, ömsom äventyrliga färd med olika färdmedel genom det jämtländska landskapet mellan sju badplatser i två parallella filmsekvenser. Under färden inträffar också märkliga episoder och sker magiska ögonblick. Till slut är han efter sin långa resa och efter genomgångna prov tillbaka på platsen där han tappade apelsinen. Scenerna från Sverige omväxlas med undervattensbilder från exotiska hav.
Filmerna visas på två 52 tums videoskärmar, vilka är infästade som akvarier i syrabendlat stål och skyddade av armerat glas för att klara den utsatta simhallssmiljön. Filmerna visas utan ljud.
Undervattenfilmerna är tagna av fotograferna Tony Holm och Armin Mück.
| ”                        | Seven Waters speglar både en yttre och en inre resa som pojken måste gå igenom. Sökande, spänning, utmaning, upplevelse, strävan, mognad är element som vi alla möts av när vi vill att våra önskningar skall gå i uppfyllelse. I Seven Waters är det som i sagan inte bara uppfyllelsen av en önskan som är målet, själva resan är målet. Seven Waters skall för simhallens gäster vara en upplevelse av vattnet som något förunderligt och väcka fantasi och äventyrslust hos alla åldrar. | „ |
| – Kirse Junge-Stevnsborg | |   |